# Michael York (színművész)
Michael York, eredeti nevén Michael Hugh Johnson, (Fulmer, Buckinghamshire, Egyesült Királyság, 1942. március 27. –) angol színész. Az 1960-as évek második felében vált ismertté filmszínészként, és a következő évtizedben számos világsikerű alkotásban játszott vezető szerepet. Különösen otthonosan mozgott a kosztümös kalandfilmek világában, de színészi skálája ennél jóval szélesebb. Két magyar érdekeltségű filmben is szerepelt, és járt Magyarországon is. Hazájában megkapta a Brit Birodalom Rendje tiszti fokozata (OBE) kitüntetést.

## Pályafutása

### A kezdetek
Michael York édesapja Joseph Gwynne Johnson katonatiszt, édesanyja Florence Edith May Johnson zenész. Meglehetősen fiatalon, 14 évesen kezdődött a karrierje: 1956-ban a The Yellow Jacket című produkcióban lépett fel. Három évvel később már a londoni West Enden lépett a világot jelentő deszkákra: kisebb szerepet játszott Shakespeare Hamletjében. Oxfordban folytatta tanulmányait, ahol 1964-ben kapott diplomát. Ezután különböző társulatok tagjaként szerzett további színpadi gyakorlatot. A tekintélyes Royal National Theatre-nél állapodott meg, ahol Franco Zeffirellivel dolgozott együtt. A Shakespeare-szakértőnek számító legendás rendező a Sok hűhó semmiért egyik fontos szerepét bízta Yorkra a vígjáték 1965-ös színpadi változatában, majd Lucentio szerepét adta neki A makrancos hölgy (1967) filmváltozatában. Michael olyan sztárok mellett mutathatta meg képességeit, mint Elizabeth Taylor és Richard Burton. Zeffirelli maximálisan elégedett volt a pártfogoltjával, és következő Shakespeare-adaptációjában Tybalt szerepét osztotta rá: a Rómeó és Júlia (1968) világsikernek bizonyult, és máig a dráma legnépszerűbb filmes feldolgozásának számít. Zeffirelli mellett mások is felfigyeltek a fiatal tehetségre, Joseph Losey például híres filmjében, a Balesetben (1967) egy arisztokratikus viselkedésű diák megformálására kérte fel.

### A világsztár
Az 1970-es években York egymás után több világsikerű filmben játszott főszerepet. Egy skót kastély ellen léghajóval végrehajtott első világháborús német akció kalandos történetét meséli el A Zeppelin (1971). A Lépj olajra! (1971) című szórakoztató kalandfilmben Michel Piccoli és Marlène Jobert voltak a partnerei. John Kander és Fred Ebb legendás musicalje alapján készült Bob Fosse emlékezetes alkotása, a Kabaré (1972). A fasizálódó Berlinben játszódó film főszerepét, az olcsó revü sztárját Liza Minnelli alakította: York játszotta szerelmét, a kissé félszeg angol diákot. Testhezálló szerep volt számára a forróvérű gascogne-i, D’Artagnan megformálása Richard Lester kalandfilmjeiben, melyek Id. Alexandre Dumas A három testőr című regénye alapján készültek: A három testőr, avagy a királyné gyémántjai (1973), A négy testőr, avagy a Milady bosszúja (1974). Egyik sztárparádéból a másikba csöppent, amikor Sidney Lumet rábízta Andrényi gróf szerepét a Gyilkosság az Orient Expresszen (1974) című Agatha Christie-megfilmesítésben. Magyarországon kevésbé ismert, de külföldön kultikus műnek számít a Logan futása (1976) című sci-fi. Hollywood örökös fiatalságmániájának melodramatikus feldolgozása Billy Wilder Fedora (1978) című filmje, melyben Michael York saját magát, a népszerű és jóképű fiatal színészt alakította.

## Az 1980-as évektől napjainkig
York az 1980-as évektől kezdve egyre több tévés produkcióban vállalt közreműködést, az 1990-es évektől pedig gyakran kapott szinkronizálásra szóló felkéréseket. Népszerűsége hazájában mit sem változott, ám az utóbbi években készült filmjei közül már lényegesen kevesebb lett igazi világsiker. Jancsó Miklósnak a terrorizmus erkölcsi kérdéseit feszegető A hajnal (1985) című filmjében York alakította a foglyul ejtett angol tisztet. Az 1972-es müncheni olimpiai túszdrámát követő izraeli megtorló akciót dolgozta fel a Gideon kardja (1986) című tévéfilm, melyben rajta kívül Steven Bauer, Lino Ventura és Rod Steiger játszottak fontos szerepeket. 1989-ben a korosabb d’Artagnant is eljátszotta A testőrök visszatérnek című kalandfilmben, az előző két részből ismert kollégák társaságában, megint Richard Lester irányítása alatt. Liv Ullmann mellett zömmel magyar színészekkel játszott az Oscar-díjas operatőr, Zsigmond Vilmos A tékozló apa (1992) című rendezésében. Az utóbbi években a magyar közönség elsősorban az Austin Powers-filmekből ismeri, melyekben Basil Exposition karakterét formálta meg, illetve olyan híres tévésorozatokból, mint a SeaQuest DSV, a Babylon 5 vagy a Szívek szállodája. A Muskétás kisasszony című 2004-es tévéfilmben újra d’Artagnan jelmezét öltötte magára.

## Magánélete
1968. március 27-én, 26. születésnapján vette feleségül Patricia McCallumot. 1991-ben Travelling Player címmel jelentette meg az önéletrajzát.

## Filmográfia

### Film
| Év   | Cím                                                                                              | Szerep                      | Megjegyzés     |
| ---- | ------------------------------------------------------------------------------------------------ | --------------------------- | -------------- |
| 1967 | A makrancos hölgy (The Taming of the Shrew)                                                      | Lucentio                    |                |
| 1967 | Confessions of Loving Couples                                                                    | Peter                       |                |
| 1967 | Baleset (Accident)                                                                               | William                     |                |
| 1967 | Red and Blue                                                                                     | akrobata                    | rövidfilm      |
| 1967 | Pompás idők (Smashing Time)                                                                      | Tom Wabe                    |                |
| 1968 | Separation                                                                                       | önmaga                      | hiteltelen     |
| 1968 | Rómeó és Júlia (Romeo and Juliet)                                                                | Tybalt                      |                |
| 1968 | The Strange Affair                                                                               | Peter Strange               |                |
| 1969 | The Guru                                                                                         | Tom Pickle                  |                |
| 1969 | Nagy Alfréd (Alfred the Great)                                                                   | Guthrum                     |                |
| 1969 | Justine                                                                                          | Darley                      |                |
| 1970 | Something for Everyone                                                                           | Konrad Ludwig               |                |
| 1971 | A Zeppelin                                                                                       | Geoffrey Richter-Douglas    |                |
| 1971 | Touch and Go)                                                                                    | Basil                       |                |
| 1972 | Kabaré (Cabaret)                                                                                 | Brian Roberts               |                |
| 1973 | A Kék Hold völgye (Lost Horizon)                                                                 | George Conway               |                |
| 1973 | England Made Me                                                                                  | Anthony Farrant             |                |
| 1973 | A három testőr, avagy a királyné gyémántjai (The Three Musketeers)                               | D’Artagnan                  |                |
| 1974 | A négy testőr, avagy a Milady bosszúja (The Four Musketeers)                                     | D’Artagnan                  |                |
| 1974 | Szép remények / A halálraítélt gyermekei (Great Expectations)                                    | Pip                         |                |
| 1974 | Gyilkosság az Orient Expresszen (Murder on the Orient Express)                                   | Rudolf Andrényi Rudolf gróf |                |
| 1975 | Neveletlenek (Conduct Unbecoming)                                                                | Arthur Drake hadnagy        |                |
| 1976 | Logan futása (Logan's Run)                                                                       | Logan 5                     |                |
| 1976 | Hét éjszaka Japánban (Seven Nights in Japan)                                                     | George herceg               |                |
| 1977 | Dr. Moreau szigete (The Island of Dr. Moreau)                                                    | Andrew Braddock             |                |
| 1977 | Zűrzafír, avagy hajsza a kék tapírért (The Last Remake of Beau Geste)                            | Beau Geste                  |                |
| 1978 | Fedora                                                                                           | önmaga                      |                |
| 1979 | A homokpart rejtélye (The Riddle of the Sands)                                                   | Charles Carruthers          |                |
| 1980 | A végső megbízatás (Final Assignment)                                                            | Lyosha Petrov               |                |
| 1981 | The White Lions                                                                                  | Chris McBride               |                |
| 1983 | For Those I Loved                                                                                | Martin Gray                 |                |
| 1984 | Success Is the Best Revenge                                                                      | Alex Rodak                  |                |
| 1985 | A hajnal (L’Aube)                                                                                |                             |                |
| 1985 | British Rock: The First Wave                                                                     |                             | dokumentumfilm |
| 1986 | Dawn                                                                                             | John Dawson                 |                |
| 1987 | Lethal Obsession                                                                                 | Dr. Proper                  |                |
| 1988 | Phantom of Death                                                                                 | Robert Dominici             |                |
| 1988 | Killing Blue                                                                                     | Karstens                    |                |
| 1989 | A testőrök visszatérnek (The Return of the Musketeers)                                           | D'Artagnan                  |                |
| 1990 | Gyertek el a mennyországba! (Come See the Paradise)                                              | Dance Hall Band             |                |
| 1991 | Eline Vere                                                                                       | Lawrence St. Clare          |                |
| 1992 | A tékozló apa (The Long Shadow)                                                                  | Romándy Gábor               |                |
| 1993 | A széles Sargasso-tenger (Wide Sargasso Sea)                                                     | Paul Mason                  |                |
| 1994 | Discretion Assured                                                                               | Trevor McCabe               |                |
| 1995 | Gospa                                                                                            | Milan Vukovic               |                |
| 1995 | Egy ifjú jenki Arthúr király udvarában (A Young Connecticut Yankee in King Arthur's Court)       | Merlin                      | [ 4 ]          |
| 1995 | Túlvilági küldött (Not of This Earth)                                                            | Paul Johnson                |                |
| 1997 | Szőr Austin Powers: Őfelsége titkolt ügynöke (Austin Powers: International Man of Mystery)       | Basil Exposition            |                |
| 1997 | Goodbye America                                                                                  | Bladon szenátor             |                |
| 1997 | Dark Planet                                                                                      | Winter kapitány             |                |
| 1997 | The Long Way Home                                                                                | Narrátor                    | dokumentumfilm |
| 1997 | A Christmas Carol                                                                                | Bob Cratchit (hang)         |                |
| 1998 | Merchants of Venus                                                                               | Alex Jakoff                 |                |
| 1998 | Sziki-szökevény (Wrongfully Accused)                                                             | Hibbing Goodhue             |                |
| 1998 | 54                                                                                               | nagykövet                   |                |
| 1998 | The Treat                                                                                        | Simon                       |                |
| 1998 | Lovers & Liars                                                                                   | Dick Bunche                 |                |
| 1998 | Pokoli pasi (One Hell of a Guy)                                                                  | Devil                       | videófilm      |
| 1999 | KicsiKÉM - Austin Powers 2. - A rém, aki szeretett engem (Austin Powers: The Spy Who Shagged Me) | Basil Exposition            |                |
| 1999 | Puss in Boots                                                                                    | Puss in Boots (hang)        |                |
| 1999 | Az Omega kód (The Omega Code)                                                                    | Stone Alexander             |                |
| 1999 | The Haunting of Hell House                                                                       | Ambrose professzor          |                |
| 2000 | Őslények országa 7. – A hideg tűz köve (The Land Before Time VII: The Stone of Cold Fire)        | Pterano (hang)              | videófilm      |
| 2000 | Borstal Boy                                                                                      | Joyce                       |                |
| 2000 | A Monkey's Tale                                                                                  | Lankoo király (hang)        |                |
| 2001 | Megiddó (Megiddo: The Omega Code 2)                                                              | Stone Alexander / Sátán     |                |
| 2002 | Austin Powers – Aranyszerszám (Austin Powers in Goldmember)                                      | Basil Exposition            |                |
| 2002 | A Very Merry Pooh Year                                                                           | Narrátor                    | videófilm      |
| 2004 | Moscow Heat                                                                                      | Roger Chambers              |                |
| 2007 | Flatland: The Movie                                                                              | Spherius (hang)             |                |
| 2008 | Testimony: The Untold Story of Pope John Paul II                                                 | Narrátor                    | dokumentumfilm |
| 2009 | Transformers: Revenge of the Fallen                                                              | Prime #1 (hang)             |                |
| 2010 | Pravosudiye Volkov                                                                               | Mikhail Polyakov            |                |
| 2010 | Quixote                                                                                          | Don Quixote (hang)          | kisfilm        |
| 2010 | Tom and Jerry Meet Sherlock Holmes                                                               | Sherlock Holmes (hang)      | videófilm      |
| 2010 | The Justice of Wolves                                                                            | Mika                        |                |
| 2011 | The Mill and the Cross                                                                           | Nicolaes Jonghelinck        |                |
| 2011 | Glad Christmas Tidings                                                                           | Narrátor                    |                |
| 2012 | Flatland 2: Sphereland                                                                           | Spherius (hang)             |                |
| 2014 | Sleeping Beauty                                                                                  | Narrátor                    |                |

### Televízió
| Év              | Cím                                                                         | Szerep                                       | Megjegyzés                                                        |
| --------------- | --------------------------------------------------------------------------- | -------------------------------------------- | ----------------------------------------------------------------- |
| 1964            | Arrest and Trial                                                            | Pete Bakalyan                                | epizód: "A Circle of Strangers"                                   |
| 1966            | The Wild Wild West                                                          | Gupta                                        | 2. epizód: “The Night of the Golden Cobra”                        |
| 1967            | Death Valley Days                                                           | Haynie                                       | epizód: "The Man Who Wouldn't Die"                                |
| 1967            | The Forsyte Saga                                                            | Jolyon "Jolly" Forsyte                       |                                                                   |
| 1968            | The Wednesday Play                                                          | Roger Porlock                                | epizód: "Rebel in the Grave"                                      |
| 1974            | Great Expectations                                                          | Pip                                          | tévéfilm                                                          |
| 1977            | A názáreti Jézus (Jesus of Nazareth)                                        | Keresztelő János                             | tévé-minisorozat                                                  |
| 1977            | BBC2 Play of the Week: True Patriot                                         | Dietrich Bonhoeffer                          | tévéfilm                                                          |
| 1978            | Sok hűhó semmiért (Much Ado About Nothing)                                  | tévéfilm                                     |                                                                   |
| 1979            | Fedőneve: Rettenthetetlen (A Man Called Intrepid)                           | Evan Michaelian                              | minisozat                                                         |
| 1981            | Péntek, avagy a vademberi élet (Vendredi ou la vie sauvage)                 | Robinson Crusoe                              | tévéfilm                                                          |
| 1982            | Twilight Theater                                                            |                                              | tévéfilm                                                          |
| 1983            | Az operaház fantomja (The Phantom of the Opera)                             | Michael Hartnell                             | tévéfilm                                                          |
| 1983            | The Weather in the Streets                                                  | Rollo Spencer                                | tévéfilm                                                          |
| 1984            | A ballantraei örökös (The Master of Ballantrae)                             | James Durie                                  | tévéfilm                                                          |
| 1985            | Space                                                                       | Dieter Kolff                                 | minisorozat                                                       |
| 1986            | ABC Afterschool Special                                                     | Chet Gordon                                  | epizód: "Are You My Mother?"                                      |
| 1986            | The Storybook Series with Hayley Mills                                      | Beast (hang)                                 |                                                                   |
| 1986            | Tall Tales & Legends                                                        | Ponce de Leon                                | epizód: "Ponde de Leon"                                           |
| 1986            | Gideon kardja/Gideon pallosa (Sword of Gideon)                              | Robert                                       | tévéfilm                                                          |
| 1986            | Dark Mansions                                                               | Jason Drake                                  | tévéfilm                                                          |
| 1986            | Nevil Shute's The Far Country                                               | Carl Zlinter                                 | tévéfilm                                                          |
| 1987            | The Far Country                                                             | George Miller                                | 2 epizód                                                          |
| 1987–1988       | Knots Landing                                                               | Charles Scott                                | 8 epizód                                                          |
| 1988            | A sivatag kincse (The Secret of the Sahara)                                 | Desmond Jordan                               | minisorozat                                                       |
| 1988            | The Four Minute Mile                                                        | Franz Stampfl                                | minisorozat                                                       |
| 1989            | A lady és az útonálló (The Lady and the Highwayman)                         | II. Károly angol király                      | tévéfilm                                                          |
| 1989            | Viszontlátásra! (Judith Krantz's Till We Meet Again)                        | Paul de Lancel                               | minisorozat                                                       |
| 1990            | The Heat of the Day                                                         | Robert Kelway                                | tévéfilm                                                          |
| 1990            | Night of the Fox                                                            | Erwin Rommel                                 | tévéfilm                                                          |
| 1991            | Váratlan utazás (Road to Avonlea)                                           | Ezekiel Crane                                | tévésorozat, a Sea Ghost és az All That Glitters című epizódokban |
| 1991            | Duel of Hearts                                                              | Gervaise Warlingham                          | tévéfilm                                                          |
| 1992            | The Legend of Prince Valiant                                                | Owen (voice)                                 | 3 epizód                                                          |
| 1992–1993       | Batman: The Animated Series                                                 | Vertigo gróf Montague Kane (hang)            | 2 epizód                                                          |
| 1993            | Gardens of the World with Audrey Hepburn                                    | Narrátor (hang)                              | TV-s dokumentumfilm                                               |
| 1993            | Tracey Ullman Takes on New York                                             | Central Park Acquaintance                    | Comedy Special                                                    |
| 1994            | TekWar: TekLab                                                              | Prince Richard                               | 1 epizód                                                          |
| 1994            | A varázsfuvola: ABC Weekend Special                                         | Sarastro                                     | epizód: "The Magic Flute"                                         |
| 1994            | Fall from Grace                                                             | Hans-Dieter Stromelburg                      | tévéfilm                                                          |
| 1994            | Rochade                                                                     | Paul Grumbach                                | tévéfilm                                                          |
| 1995            | Shadow of a Kiss                                                            | Albert                                       | tévéfilm                                                          |
| 1995–1996       | SeaQuest DSV – A mélység birodalma (tévésorozat)                            | Alexander Bourne elnök                       | 3 epizód                                                          |
| 1995            | The Naked Truth                                                             | Leland Banks                                 | epizód: "Woman Jokes While Husband Cooks!"                        |
| 1995            | The Magic School Bus (tévésorozat)                                          | Harry Herp (hang)                            | epizód: "Cold Feet"                                               |
| 1996            | La Nouvelle tribu                                                           | Ilya                                         | minisorozat                                                       |
| 1996            | September                                                                   | Edmund                                       | tévéfilm                                                          |
| 1996            | A gyűrű (The Ring)                                                          | Walmar von Gotthard                          | tévéfilm                                                          |
| 1996            | Babylon 5                                                                   | David "Arthur király" McIntyre               | epizód: "A Late Delivery from Avalon"                             |
| 1996            | Adventures from the Book of Virtues                                         | Androcles / Pap (hang)                       | epizód: "Compassion"                                              |
| 1996            | Un coup de baguette magique                                                 | Ilya                                         | tévéfilm                                                          |
| 1997            | Superman (tévésorozat)                                                      | Kanto (hang)                                 | epizód: "Tools of the Trade"                                      |
| 1997            | Sliders                                                                     | Dr. Vargas                                   | epizód: "This Slide of Paradise"                                  |
| 1997            | Amazonok a Vadnyugaton (True Women)                                         | Lewis Lawshe                                 | minisorozat                                                       |
| 1997            | A hasfelmetsző (The Ripper)                                                 | Sir Charles Warren                           | tévéfilm                                                          |
| 1998            | Dead Man's Gun                                                              | Herr Friederich Von Huber                    | epizód: "The Collector"                                           |
| 1998            | Glory, Glory                                                                | Hopewell tiszteletes                         | Pilot                                                             |
| 1998            | Időgéppel a lovagkorba (A Knight in Camelot)                                | Arthur király                                | tévéfilm                                                          |
| 1998            | Angyali világ (Perfect Little Angels)                                       | Dr. Calvin Lawrence                          | tévéfilm                                                          |
| 1998            | Search for Nazi Gold                                                        | Narrator                                     | TV-s dokumentumfilm                                               |
| 2000            | Founding Fathers                                                            | Alexander Hamilton                           | TV-s dokumentumfilm                                               |
| 2001            | The Lot                                                                     | Colin Rhome                                  | 2 epizód                                                          |
| 2001            | Az emberi kaland Michael Yorkkal (The Human Adventure)                      | Narrator                                     | TV-s dokumentumfilm                                               |
| 2002            | Liberty's Kids                                                              | Richard Howe Lord Howe (hang)                | 2 epizód                                                          |
| 2002            | Presidio Med                                                                | George Slingerland                           | epizód: "Secrets"                                                 |
| 2002            | Founding Brothers                                                           | Alexander Hamilton                           | TV-s dokumentumfilm                                               |
| 2002            | Curb Your Enthusiasm                                                        | önmaga                                       | 4 epizód                                                          |
| 2003            | Muskétás kisasszony (La Femme Musketeer)                                    | Jacques D'Artagnan                           | tévéfilm                                                          |
| 2003–2004       | Szívek szállodája (Gilmore Girls)                                           | Professzor Asher Fleming                     | 4 epizód                                                          |
| 2004            | Az információvadász (Crusader)                                              | McGovern                                     | tévéfilm                                                          |
| 2004            | Igazság ligája (Justice League)                                             | Ares (hang)                                  | epizód: "Hawk and Dove"                                           |
| 2004            | Szuper robot majomcsapat akcióban! (Super Robot Monkey Team Hyperforce Go!) | Master Zan (hang)                            | epizód: "Antauri's Masters"                                       |
| 2005            | Icon                                                                        | Nigel Irvine                                 | tévéfilm                                                          |
| 2006, 2016–2020 | A Simpson család (The Simpsons)                                             | Mason Fairbanks Dr. Lionel Budgie Nigel Clay | 4 epizód, hang                                                    |
| 2006            | Esküdt ellenségek (Law & Order: Criminal Intent)                            | Bernard Fremont                              | epizód: "Slither"                                                 |
| 2007            | The Replacements                                                            | G-ügynök (hang)                              | epizód: "London Calling"                                          |
| 2008            | Four Seasons                                                                | Stephen Combe                                | minisorozat                                                       |
| 2008            | Ben 10: Alien Force                                                         | Patrick (hang)                               | epizód: "Be-Knighted"                                             |
| 2009            | Star Wars: The Clone Wars                                                   | Dr. Nuvo Vindi (hang)                        | 2 epizód                                                          |
| 2010            | Így jártam anyátokkal (How I Met Your Mother)                               | Jefferson Van Smoot                          | epizód: "Robots Versus Wrestlers"                                 |
| 2010            | Family Guy                                                                  | narrátor                                     | epizód: "Partial Terms of Endearment"                             |

### Videójáték
| Év   | Cím                  | Hangszerep      | Megjegyzés |
| ---- | -------------------- | --------------- | ---------- |
| 1998 | Die by the Sword     | Instruktor      |            |
| 1998 | Tex Murphy: Overseer | J. Saint Gideon |            |

## Fordítás
Ez a szócikk részben vagy egészben  a   Michael York című angol Wikipédia-szócikk ezen változatának fordításán alapul.  Az eredeti cikk szerkesztőit annak laptörténete sorolja fel. Ez a jelzés csupán a megfogalmazás eredetét és a szerzői jogokat jelzi, nem szolgál a cikkben szereplő információk forrásmegjelöléseként.